# Прогресс (шахта)
Шахта «Прогресс» (укр. Шахта «Прогрес») — угледобывающее предприятие в городе Торез Донецкой области. Входит в состав объединения Торезантрацит.
Шахта «Прогресс» сдана в эксплуатацию в декабре 1973 года с проектной мощностью 1800 тыс. тонн в год. Промышленные запасы — 95,5 млн тонн угля. Производственная мощность — 650 тыс.тонн в год.
Шахтное поле вскрыто тремя центральностроенными стволами: скиповым, клетевым и клетевым № 2, расположенными на центральной площадке, а также северным и южным вентиляционными стволами вынесенными на фланги. Подача свежего воздуха в шахту осуществляется по двум центральным клетьевым стволам, каждый диаметром 8 м. В околоствольном дворе свежий воздух распределяется на северную и южную панели. Исходящая струя из южной панели поступает на южный вентиляционный ствол к вентиляционной установке, оборудованной двумя вентиляторами главного проветривания типа ВЦД — 31,5. Исходящая струя из выработок северной панели и уклонного поля поступает на северный вентиляционный ствол, который оборудован двумя вентиляторами главного проветривания типа ВЦД — 32М.
На балансе шахты находятся пласты h8, h7 и h6. В настоящее время основные очистные работы ведутся по пласту h8, относится к числу наиболее мощных и выдержанных. Мощность пласта колеблется от 1,36 до 1,48, средняя мощность пласта равна 1,42 м. Угол залегания пласта колеблется от 6º до 8º; разрабатывается двумя панелями — северной и южной. Система разработки комбинированная и столбовая. В очистных забоях выемка угля осуществляется комбайнами РКУ10, крепление — механизированными крепями 2КД-90. Способ управления кровлей — полное обрушение.